# Uma Nova História
Uma Nova Historia  é o quarto álbum ao vivo do cantor brasileiro Fernandinho. Assim como os anteriores discos ao vivo, o projeto foi gravado na 2ª Igreja Batista de Campos nos dias 9 e 10 de março de 2009.
Considerado o maior êxito comercial de Fernandinho, o disco ainda recebeu uma versão comemorativa por mais de 250 mil cópias vendidas, em que foi inclusa a música "Faz Chover" como bônus. A obra também conta com as especiais de Paula Santos e Pastor Mano Keilo.
O trabalho também alcançou boa repercussão de crítica, considerado o melhor trabalho de Fernandinho. O álbum foi eleito o 82º melhor disco da década de 2000, de acordo com lista publicada pelo Super Gospel. O projeto também foi gravado em DVD, na cidade de Betim, em Minas Gerais.

## Faixas
| N.º            | Título                              | Compositor(es)                                                                            | Duração |  |
| 1.             | "Seu Sangue"                        | Fernandinho                                                                               | 4:35    |  |
| 2.             | "Eu Vou Subir a Montanha"           | Fernandinho                                                                               | 4:32    |  |
| 3.             | "Ainda que a Figueira"              | Fernandinho                                                                               | 4:22    |  |
| 4.             | "Todas as Coisas/Tudo Entregarei"   | Fernandinho/Judson Van de Venter e Winfield Scott Weenden                                 | 6:06    |  |
| 5.             | "Grandes Coisas" (God of this city) | Aaron Boyd, Peter Comfort, Richard Bleakley, Peter Kernaghan, Andrew Maccann e Ian Jordan | 4:56    |  |
| 6.             | "Uma Nova História"                 | Fernandinho                                                                               | 6:19    |  |
| 7.             | "Deus Tem o Melhor pra Mim"         | Fernandinho                                                                               | 5:35    |  |
| 8.             | "Pai de Multidões"                  | Fernandinho                                                                               | 4:33    |  |
| 9.             | "Fogo Consumidor"                   | Fernandinho                                                                               | 7:27    |  |
| 10.            | "Temos que ser um"                  | Fernandinho                                                                               | 5:14    |  |
| 11.            | "Eu fui comprado"                   | Fernandinho e Pr. Mano Keilo                                                              | 4:36    |  |
| Duração total: | Duração total:                      | Duração total:                                                                            | 58:20   |  |

| Críticas profissionais | Críticas profissionais |
| Avaliações da crítica  | Avaliações da crítica  |
| Fonte                  | Avaliação              |
| ---------------------- | ---------------------- |
| Super Gospel           | (favorável)            |
| O Propagador           | [ 5 ]                  |

## Ficha técnica
- Fernandinho - vocais, violão, produção musical e arranjos
- Daniel Machado - guitarra e banjo
- André Figueiredo - bateria
- Marcio Figueiredo - teclado
- Carlos Aprígio - baixo
- Ricardo Soares - violão
- Levi Miranda - Teclados adicionais